# Cophixalus tagulensis
Cophixalus tagulensis és una espècie de granota que viu a Papua Nova Guinea.